# Giuseppe Ausenda
Giuseppe Tino Ausenda, né le 16 mai 1919 à Brivio dans la Province de Lecco en Lombardie et mort le 7 février 1976 dans la même ville, est un coureur cycliste italien, professionnel de 1944 à 1952. Son frère Antonio (1926-1992) fut coureur cycliste professionnel. 

## Palmarès
- 1944
  - 2e de la Coppa Marin
- 1946
  - Trophée Baracchi
  - Turin-Bielle
  - Coppa Briano a Savona
  - Gran Premio San Fermo a Bergomanero
  - 8e du Trophée Matteotti
- 1949
  - 6e du Trophée Baracchi avec Antonio Ausenda

## Résultats sur les grands tours

### Tour de France
1 participation
- 1949 : 38e

### Tour d'Italie
5 participations
- 1946 : abandon
- 1947 : 39e
- 1948 : 20e
- 1949 : 39e
- 1950 : abandon